# 毛铁桥
毛铁桥（1910年—1997年），四川威远人，中国政治人物，贵州省政协原副主席，中国民主建国会会员，第三届全国人大代表，第三、四、五届全国政协委员。